# Me and My Guitar
«Me and My Guitar» (en español: «Mi guitarra y yo») es una canción compuesta por Tom Dice, Ashley Hickin y Jeroen Swinnen, e interpretada por Dice. El tema representó a Bélgica en el Festival de la Canción de Eurovisión 2010, celebrado en Oslo, Noruega, donde logró un lugar entre los diez mejores, el sexto puesto. Además, es la primera canción belga que ganó una semifinal y logró clasificar a Bélgica a una final por primera desde la implantación de semifinales en el 2004.
La canción fue presentada por vez primera el 7 de marzo en el show Eurosong 2010: een song voor Tom Dice!, trasmitido por la radiodifusora flamenca VRT.

## Listas
| Lista             | Posición |
| ----------------- | -------- |
| Bélgica - Flandes | 1        |
| Bélgica - Valonia | 1        |
| Países Bajos      | 30       |
| Alemania          | 20       |
| Dinamarca         | 39       |
| Irlanda           | 20       |
| Suecia            | 24       |
| Reino Unido       | 85       |
| Suiza             | 32       |
| Francia           | 68       |
| Europa            | 27       |